# Тохо
„Тохо“ (на японски: 東宝株式会社) е японска компания за производство на филми и продуциране на театрални постановки.
Тя е основана през 1932 година в Токио от индустриалеца Ичизо Кобаяши. В своята история тя създава над 1400 филма, сред които работи на водещи японски режисьори, като Акира Куросава, Ясуджиро Озу и Кенджи Мизогучи, както и 29 филма за Годзила.